# 李寿之
李寿之（？—？），陇西狄道（今甘肃省临洮县）人，出自陇西李氏姑臧房，是北魏龙骧将军、荥阳太守、姑臧穆侯李承的曾孙，北魏散骑常侍、车骑将军、定州刺史、安城文恭伯李韶的孙子，北魏通直散骑侍郎李瑾第三子，李产之、李蒨之、李礼之、李行之、李凝之的兄弟。
李寿之和兄弟们都有才具与名望，官至梁州中从事，他个性方正耿介，不辜负别人，与卢怀仁交情彼此投合。

## 家族
- 陇西李氏世系图